# Сайотес
Сайотес (каз. Сайөтес) или Отес — село (с 1967 по 1990-е годы - посёлок городского типа) в Мангистауском районе Мангистауской области Казахстана. Административный центр Сайотесского сельского округа.

## География
Находится примерно в 110 км к востоку-северо-востоку (ENE) от села Шетпе, административного центра района, на высоте 206 метров над уровнем моря. Код КАТО — 474645100.
В 50 км от села расположен комплекс культурных памятников Байте.

## История
Указом ПВС Казахской ССР от 15.02.1967 года посёлку при железнодорожной станции Сай-Утес присвоено наименование городской посёлок Сай-Утес.

## Население
| 1970 | 1979  | 1989  | 1999  | 2009  | 2021  |
| ---- | ----- | ----- | ----- | ----- | ----- |
| 1318 | ↗1376 | ↗1762 | ↗1918 | ↗2272 | ↘1883 |

В 1999 году население села составляло 1918 человек (943 мужчины и 975 женщин). По данным переписи 2009 года, в селе проживало 2272 человека (1163 мужчины и 1109 женщин).